# La bella Galatea
La bella Galatea (título original en alemán, Die schöne Galathée) es una opereta en dos actos con música de Franz von Suppé y libreto en alemán del compositor y "Poly Henrion" (el seudónimo de L. Kohl von Kohlenegg). Se estrenó en el Teatro Meysels en Berlín el 30 de junio de 1863.

## Historia
A principios de la década de 1860, las operetas francesas de Jacques Offenbach se representaron por vez primera en Viena. Franz von Suppé se vio obligado a competir con ellas asumiendo las tradiciones, honradas por el tiempo, de Viena, y combinándolas con el nuevo estilo de Suppé. La bella Galatea fue el primer éxito de crítica de Franz von Suppé.
La primera representación tuvo lugar en el Meysels-Theater de Berlín el 30 de junio de 1863, con Anna Grobecker del Carl-Theater de Viena como estrella invitada cantando el papel de Ganymed (Ganimedes). Se representó en Londres, en la Opera Comique, el 6 de noviembre de 1871, y en Nueva York en el Teatro Stadt el 6 de septiembre de 1867.

## Personajes
| Personaje             | Tesitura     | Reparto del estreno, 30 de junio de 1863 (Director: - ) |
| --------------------- | ------------ | ------------------------------------------------------- |
| Galathée (Galatea)    | soprano      | Ämilie Kraft                                            |
| Ganymed (Ganimedes)   | mezzosoprano | Anna Grobecker                                          |
| Mydas (Midas)         | barítono     | Karl Treumann                                           |
| Pygmalion (Pigmalión) | tenor        | Telek                                                   |

## Sinopsis

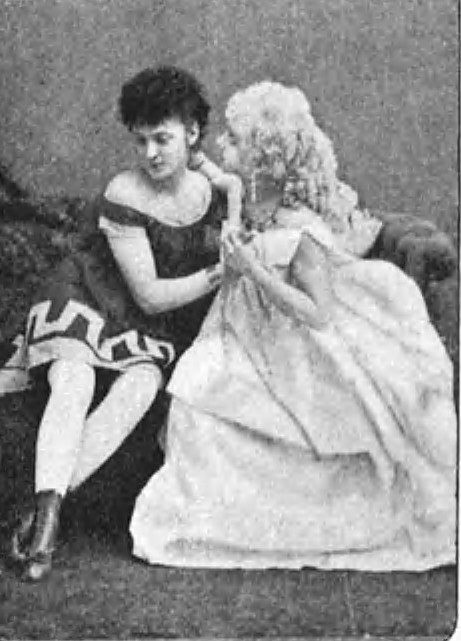
Kathinka Hoppé, como Ganímedes y Marie Le Seur, como Galatea. Archivo: Emma Gerlach, Recuerdos teatrales (1900).

El escultor Pigmalión se ha enamorado locamente de su estatua de Galatea, y por lo tanto no quiere vendérsela a Midas, mecenas de las artes. En lugar de eso le reza a Venus, la diosa del amor, para que la estatua cobre vida. Le otorgan su deseo, pero Galatea resulta ser una criatura con ideas propias. Es infiel a Pigmalión con su sirviente Ganimedes (porque él es mucho más agradable con ella que Pigmalión) y no rechaza a Midas, quien le ofrece joyas. Cuando Pigmalión descubre a Galatea en una situación comprometida, implora a Venus que la vuelva a hacer de piedra, y lo logra. Las joyas ofrecidas por Midas se vuelven también de piedra, pero le vende toda la estatua entera.